# Забєгайлов Юрій Петрович
Забєга́йлов Ю́рій Петро́вич (рос. Забегайлов Юрий Петрович; 28 січня 1922 — 1 травня 2000) — радянський військовий діяч, командуючий 43-ю ракетною армією РВСП, генерал-полковник (1979). Депутат Верховної Ради Української РСР 9-го скликання.

## Біографія
Народився 28 січня 1922 року в місті Пушкін Ленінградської області. У 1939 році закінчив Ленінградську спеціальну середню школу.
З 1939 року служив у Червоній армії. Закінчив артилерійську спецшколу. У 1941 році закінчив 3-тє Ленінградське артилерійське училище.Німецько-радянську війну зустрів на посаді командира взводу. Воював на Ленінградському, Волховському, Карельському фронтах.
Як помічник начальника оперативного відділення штабу артилерії 1-го Далекосхідного фронту брав безпосередню участь у плануванні та проведенні операції з ліквідації манчжурського угруповання японців.
У 1950 році закінчив Військову академію імені М. В. Фрунзе.
Член ВКП(б) з 1950 року.
Проходив службу в Приморському та Далекосхідному ВО. Командував гаубичною артилерійською бригадою, окремою бригадою важкої реактивної артилерії.
У 1962 році закінчив Військову академію Генерального штабу й був призначений на посаду чергового генерала Центрального командного пункту РВСП. У вересні того ж року призначається командиром 31-ї гвардійської ракетної дивізії (м. Пружани).
З 1965 року — заступник командувача 50-ї ракетної армії (м. Смоленськ) з бойової підготовки.
З червня 1970 по липень 1974 року — командувач 53-ї ракетної армії (м. Чита).
З липня 1974 по грудень 1975 року — командувач 43-ї ракетної армії (м. Вінниця).
З грудня 1975 по вересень 1982 року — заступник головнокомандувача Ракетних військ з військово-навчальних закладів — начальник військово-навчальних закладів Ракетних військ.
У 1982 році вийшов у відставку. Працював старшим науковим працівником Військово-енциклопедичного управління Інституту військової історії МО СРСР.
Помер 1 травня 2000 року в Москві. Похований на Троєкурівському цвинтарі.

## Нагороди
- Орден Леніна (1974)
- Орден Червоного Прапора (1945)
- Два ордени Вітчизняної війни 1-го ступеня (1944, 1985)
- Орден Вітчизняної війни 2-го ступеня (1944)
- Два ордени Трудового Червоного Прапора (1968, 1978)
- Два ордени Червоної Зірки (1943, 1954)
- Медалі.